# Jerzy Zawieyski
Jerzy Zawieyski, tên khai sinh là Henryk Nowicki, (sinh ngày 2 tháng 10 năm 1902, Radogoszcz thuộc Chính quyền Piotrków, mất ngày 18 tháng 6 năm 1969, Warszawa) là nhà viết kịch người Ba Lan, nhà văn thể loại văn xuôi, nhà hoạt động chính trị Công giáo và diễn viên sân khấu nghiệp dư. Ông viết tiểu thuyết tâm lý, xã hội, đạo đức và lịch sử, phim truyền hình, truyện, tiểu luận và tạp chí.
Ông là nhà hoạt động của Đoàn Thanh niên Nông thôn Cộng hòa Ba Lan (Związek Młodzieży Wiejskiej Rzeczypospolitej Polskiej.). Trong thời kỳ Đức chiếm đóng Ba Lan, ông hoạt động tích cực trong phong trào văn hóa bí mật.

## Tiểu sử

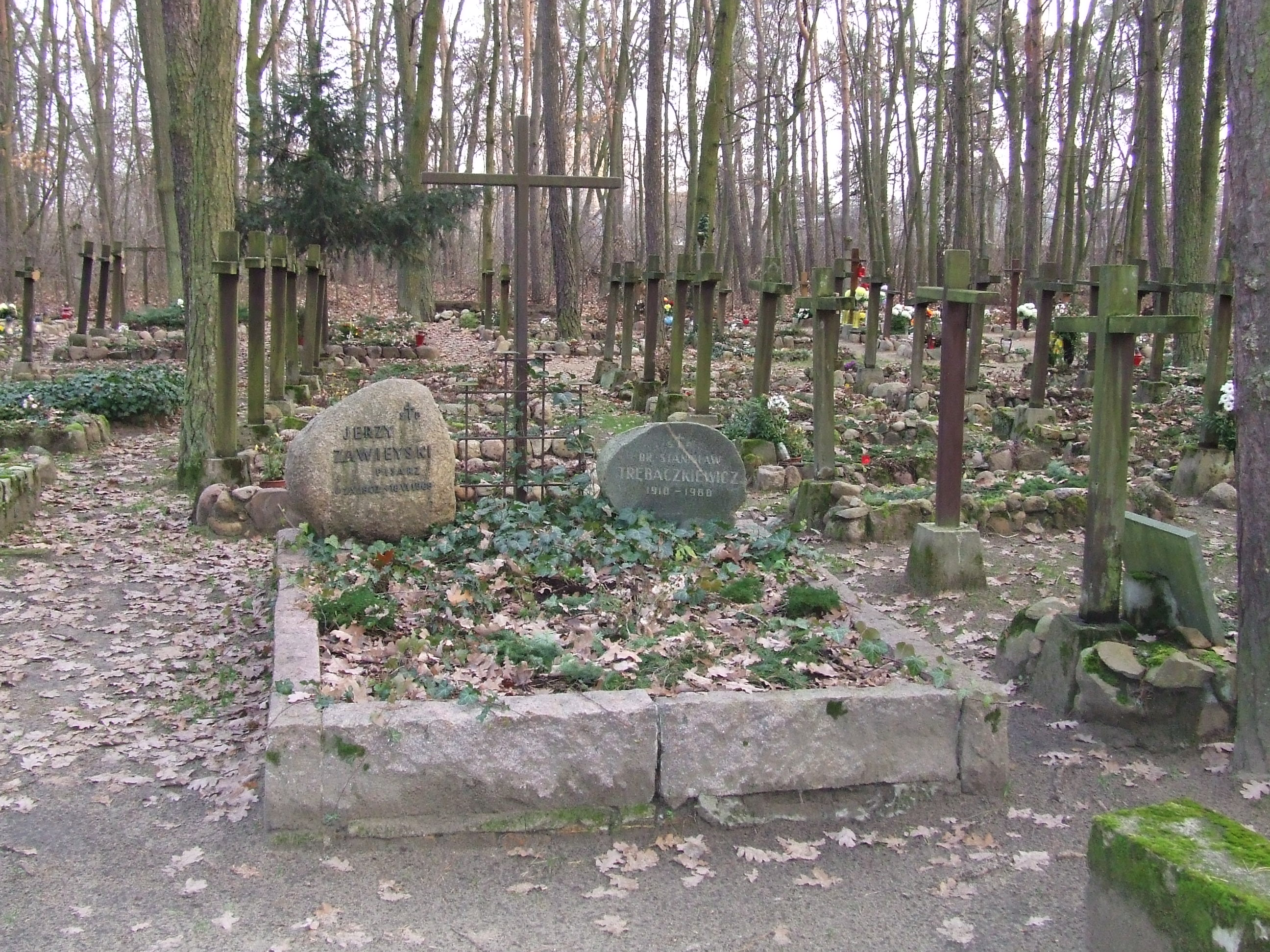
Mộ của Jerzy Zawieyski và bạn đời Stanisław Trębaczkiewicz.

Năm 1921, Zawieyski bắt đầu viết thơ (Strzępy) dưới bút danh Konar-Nowicki. Năm 1926, ông tốt nghiệp trường Kịch ở Kraków. Từ năm 1926 đến năm 1928, ông là diễn viên tại Nhà hát Reduta và là biên tập viên của tạp chí Teatr Ludowy. Từ năm 1929 đến năm 1931, ông ở Pháp và làm hướng dẫn viên cho các đoàn kịch nghiệp dư Polonia. Sau khi trở lại Ba Lan, ông làm giám đốc Instytut Teatrów Ludowych (Viện Nhà hát Văn hóa Dân gian), diễn viên Nhà hát Ataneum đến năm 1939. Thời trẻ, Zawieyski là một người vô thần, đến năm 1930 ông đi theo Công giáo.
Sau Thế chiến thứ hai, Zawieyski làm giảng viên tại Đại học Công giáo Lublin (Katolicki Uniwersytet Lubelski, KUL). Ông là người đồng sáng lập Klub Inteligencji Katolickiej và làm chủ tịch cho đến năm 1957. Ông là thành viên của ban biên tập Tygodnik Powszechny (1946-1952, 1956) và tạp chí Znak (1946-1951, từ năm 1957). Năm 1957-1969, ông là thành viên của Sejm Cộng hòa Nhân dân Ba Lan. Năm 1957–1968, ông là thành viên của Hội đồng Nhà nước Ba Lan.
Zawieyski là người đồng tính. Năm 1933, ông gặp Stanisław Trębaczkiewicz. Họ yêu nhau và chung sống với nhau cho đến khi Zawieyski qua đời vào năm 1969. Theo nguyện vọng, sau khi qua đời, thi hài của họ được chôn cất trong cùng một ngôi mộ ở Nghĩa trang Laski gần Warszawa.

## Tác phẩm nổi tiếng
| Tiểu thuyết - Gdzie jesteś, przyjacielu (1932) - Daleko do rana (1932) - Droga do domu (1946) - Wawrzyny i cyprysy (1966) - Konrad nie chce zejść ze sceny (1966) Kịch - Dyktator Faust - Powrót Przełęckiego - Mąż doskonały - Rozdroże miłości - Rzeka niedoli (1953) - Tyrteusz - Pożegnanie z Salomeą | Truyện - Romans z ojczyzną (1963) Luận thuyết - Próby ognia i czasu (1958) - Pomiędzy plewą i manną (1971) - Droga katechumena (1971) Kịch bản phim - Prawdziwy koniec wielkiej wojny (1957) - Odwiedziny prezydenta (1961) Hồi ký - Dobrze, że byli (1974) - Kartki z dziennika 1955-1969 (1983) |